# Popolazione attiva
La popolazione attiva è la parte di popolazione di uno stato che è in grado, salvo impedimenti temporanei, di svolgere legalmente attività lavorativa.

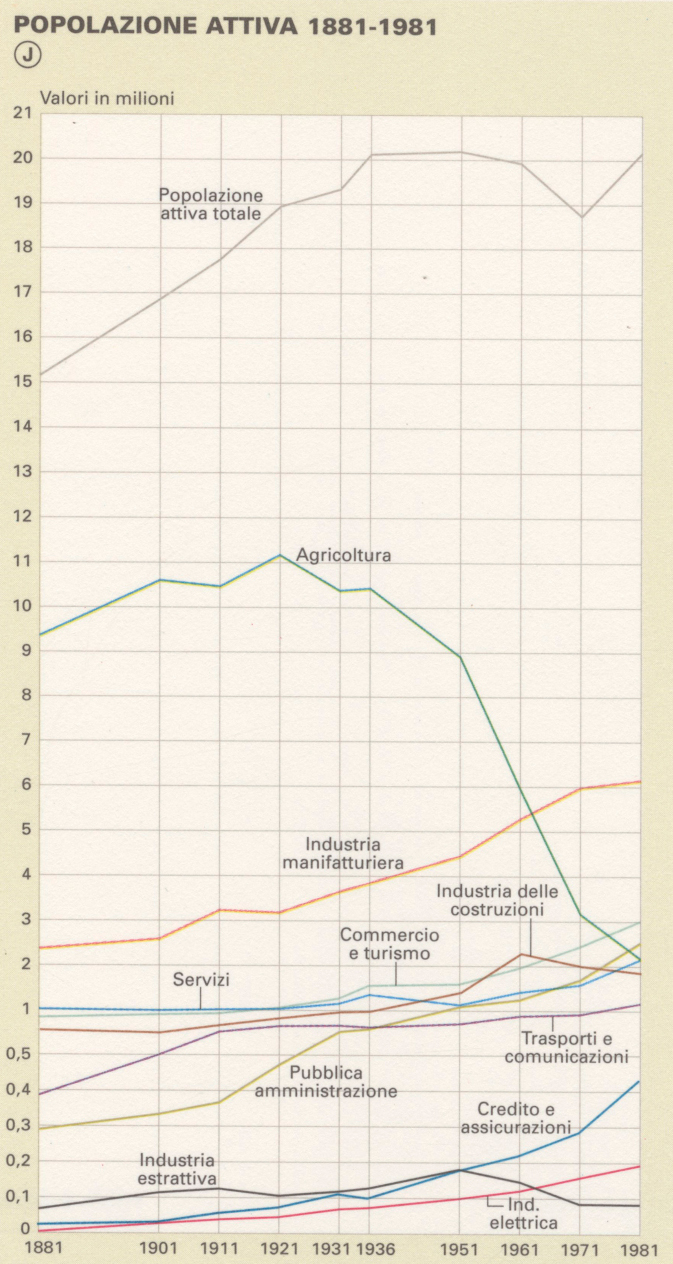
Popolazione attiva in Italia dal 1881 al 1981 per settore di occupazione.

In concomitanza dei censimenti decennali della popolazione, si acquisiscono informazioni sulla condizione lavorativa delle persone residenti e/o presenti nel Paese.
In tale circostanza la popolazione viene classificata in due grandi categorie:
- Popolazione attiva;
- Popolazione non attiva.

A questa distinzione si perviene considerando due variabili: l'età e la situazione occupazionale.

## Popolazione attiva
In ambito economico la popolazione attiva corrisponde all'offerta di lavoro, cioè al complesso di persone sul quale un Paese può contare per l'esercizio e lo sviluppo delle attività economiche.
Secondo le definizioni adottate dall'ISTAT, per popolazione attiva si intende l'insieme delle persone di età non inferiore ai 15 anni che, alla data del censimento, risultano:
1. occupate, esercitando in proprio o alle dipendenze altrui una professione, arte o mestiere;
2. disoccupate, ovvero hanno perduto il precedente lavoro e sono alla ricerca di una occupazione;
3. momentaneamente impedite a svolgere la propria attività lavorativa in quanto inquadrabili come: militari di leva (o in servizio civile), volontari, richiamati; ricoverati da meno di due anni in luoghi di cura e assistenza; detenuti in attesa di giudizio o condannati a pene inferiori a 5 anni;
4. alla ricerca di prima occupazione, non avendone mai svolta alcuna in precedenza.

Le persone di cui ai punti 1), 2), 3) costituiscono la popolazione attiva in condizione professionale.

## Popolazione non attiva
La popolazione non attiva è composta da:
1. ragazzi di età inferiore a 15 anni;
2. persone che hanno almeno 15 anni e che alla data del censimento non svolgevano lavoro e non erano in cerca di occupazione, poiché non soddisfacevano suddetti criteri. A quest'ultima categoria appartengono:
  - benestanti e proprietari;
  - studenti e studentesse;
  - esecutori di lavori domestici presso le proprie famiglie;
  - pensionati;
  - infermi e ricoverati a tempo indeterminato in luoghi di cura e assistenza;
  - inabili permanenti al lavoro;
  - condannati a pene di almeno 5 anni;
  - riceventi pubblica beneficenza e mendicanti.